# Manolis Kalomiris
Manolis Kalomiris, grec. Μανώλης Καλομοίρης (ur. 14 grudnia 1883 w Smyrnie, zm. 3 kwietnia 1962 w Atenach) – grecki muzyk i kompozytor.

## Życiorys
Pochodził z rodziny greckiej, osiadłej w Azji Mniejszej. Pierwsze lekcje muzyki pobierał w Smyrnie. W latach 1894–1899 studiował w Atenach (pod kierunkiem Timoteosa Ksantopulosa), następnie w Stambule, a w latach 1901–1906 w Gesellschaft der Musikfreunde w Wiedniu. Po ukończeniu studiów pracował jako nauczyciel muzyki w Charkowie, zanim osiedlił się na stałe w Atenach. W 1908 po raz pierwszy wystąpił przed publicznością ateńską, na koncercie złożonym z jego utworów. W latach 1911–1919 był nauczycielem w szkole muzycznej ucząc teorii muzyki, harmonii i gry na fortepianie. W 1919 założył Konserwatorium Helleńskie, ale w 1926 je opuścił by utworzyć Konserwatorium Narodowe. Autor serii podręczników z teorii muzyki.
Ożenił się w czasie pobytu w Charkowie (żona Chariklea Moschu). Córka Kalomirisa, Krino (1913–1982) była znaną w Grecji pianistką.

## Twórczość
Twórczość kompozytorska Kalomirisa obejmuje kilkadziesiąt dzieł, w tym pięć oper, trzy symfonie, koncert fortepianowy, koncert skrzypcowy, a także inne utwory symfoniczne i pianistyczne.

### Opery
- 1916: Budowniczy (Πρωτομάστορας)
- 1939: To dachtilidi tis manas (Το δαχτυλίδι της μάνας)
- 1945: Anatolia (Ανατολή)
- 1950: Ta zotika nera (Τα ξωτικά νερά)
- 1961: Konstantyn Paleolog (Κωνσταντίνος Παλαιολόγος)